# Herlev Eagles
Pour les articles homonymes, voir Eagles.
Le Herlev Eagles est un club de hockey sur glace de Herlev au Danemark. Il évolue en AL-Bank ligaen l'élite danoise.

## Historique
Le club est créé en 1970 sous le nom de Herlev IK. En 1993, il est renommé Herlev Eagles. En 2005, le club devient le Herlev Hornets.

## Palmarès
- Vainqueur de la AL-Bank ligaen: 1984.
- Vainqueur de la 1. division: 1982, 1997, 1999.

## Joueurs
| No    | Nom                        | Nat.               | Position              | Arrivée                       |
| ----- | -------------------------- | ------------------ | --------------------- | ----------------------------- |
| +031, | Frederik Falkengaard       |                    | Gardien               | Formé au club                 |
| +034, | Erik Hanses                |                    | Gardien               | 2023 - EHC Lustenau           |
| +006, | Anton Johansson            |                    | Défenseur             | 2020 - Tingsryds AIF          |
| +007, | Mikkel Skjellerup          |                    | Défenseur             | Formé au club                 |
| +010, | Noah Samsøe                |                    | Défenseur             | 2023 - Gentofte Stars         |
| +024, | Hakon Nilsen               |                    | Défenseur             | 2023 - Ringerike Panthers     |
| +029, | Oskar Just Petersen        |                    | Défenseur             | 2023 - Gentofte Stars         |
| +032, | Philip Alftberg            |                    | Défenseur             | 2022 - HC Vita Hästen         |
| +062, | Magnus Povlsen             |                    | Défenseur             | 2023 - Rødovre Mighty Bulls   |
| +011, | Nicklas Heinerö            |                    | Attaquant             | 2023 - Mora IK                |
| +012, | Mathias Hansen             |                    | Attaquant             | 2023 - Rungsted Seier Capital |
| +013, | Oliver Arle Östergren      |                    | Attaquant             | 2023 - Almtuna IS             |
| +017, | Tobias Åhström             |                    | Attaquant             | 2022 - HK Spišská Nová Ves    |
| +018, | Daniel Petersen            | Modèle:Attaquant-d | 2021 - Gentofte Stars | {{{6}}}                       |
| +020, | Victor Gade                |                    | Attaquant             | Formé au club                 |
| +026, | Peter Lauritzen            |                    | Attaquant             | 2021 - Gentofte Stars         |
| +033, | Magnus Lykke Jonassen      |                    | Attaquant             | Formé au club                 |
| +035, | Philip Rafnsson            |                    | Attaquant             | 2023 - Odense Bulldogs        |
| +044, | Oliver True                |                    | Attaquant             | 2023 - Odense Bulldogs        |
| +050, | Luis Blak Olsen            |                    | Attaquant             | 2018 - Gentofte Stars         |
| +064, | Alexander Lindqvist Hansen |                    | Attaquant             | 2019 - Västerviks IK          |
| +066, | Joseph Jonsson             |                    | Attaquant             | 2020 - Tingsryds AIF          |